# Raquel Castro (escritora)
Raquel Castro Maldonado (México, 1976) es una guionista, escritora, traductora y periodista mexicana que ha publicado varias novelas de Literatura Infantil y Juvenil, además de cuentos en diversas antologías. Su novela "Ojos llenos de sombra" ganó el premio Gran Angular 2012.

## Biografía
Estudió la licenciatura en Periodismo y Comunicación Colectiva en la Universidad Nacional Autónoma de México (UNAM, 1995).
Obtuvo el Premio Nacional de Periodismo de México en 2000 y 2001 como parte del equipo de Diálogos en Confianza de Canal 11. Es autora de las novelas  Ojos llenos de sombra (SM/CONACULTA, 2012), Premio Gran Angular de novela juvenil, otorgado por Ediciones SM en México, Lejos de casa (El Arca Editorial, 2013), Exiliados (El Arca Editorial, 2014) y Dark Doll (Ediciones B, 2014) y coantologadora de Festín de muertos. Relatos mexicanos de zombis (Océano, 2015). Escribe sobre literatura infantil y juvenil en diversos medios.

## Obra
- Viva, cuento en la antología El silencio de los cuerpos, Ediciones B, 2015.[4]
- ¿A qué le tienes miedo?, cuento en el libro Sombras, de la serie Cuentos de Extraña Imaginación, Ediciones Castillo, 2015.
- Hijo del lechero, cuento en la antología Encore. Cuentos inspirados en el rock mexicano, Resonancia, 2015.
- Dark Doll. Ediciones B, 2014.
- Trouble loves me, cuento en la antología Encore. Cuentos inspirados en el rock, Resonancia Magazine, 2014
- Ojos llenos de sombra. SM Ediciones, 2012.
- El monstruo en el árbol. Publicación electrónica, 2012.
- Trobule loves me. Cuento en la antología Morrisey y los atormentados. Marvin, 2013.
- Columpios. Cuento en la antología Bella y brutal urbe. Editorial Resistencia, 2013.
- El plan perfecto. Cuento en la antología Así se acaba el mundo. SM Ediciones, 2012.
- Siempre fiel. Cuento en la antología Más de lo que te imaginas. Editorial Cal y Arena, 2012.
- Una oferta imposible de rechazar. Cuento en la antología Antes de que las letras se conviertan en arañas, compilada por Edgar Omar Avilés. Instituto Mexiquense de Cultura, Toluca, 2006.
- Trouble Loves Me. Cuento en la antología Emergencia, cuentos mexicanos de jóvenes talentos compilada por Alberto Chimal. Lectorum, México, 2015
- Un Beso en tu Futuro. Alfaguara, 2017.
- Cómo escribir tu propia historia. En coautoria con Alberto Chimal. Alfaguara, 2015.[5]
- El ataque de los zombis ("Parte mil quinientos"), 2020.

### Como traductora
- Punkzilla, Adam Rapp.[6]
- Quien teme a la muerte, Nnedi Okorafor. En colaboración con Alberto Chimal.[7]